# Serbia w Konkursie Piosenki Eurowizji Junior
Serbia w Konkursie Piosenki Eurowizji Junior zadebiutowała w 2006 roku. Od czasu debiutu konkursem w kraju zajmuje się serbski nadawca publiczny Radio-Televizija Srbije (RTS).
Najwyższym wynikiem kraju w konkursie jest trzecie miejsce, które w 2007 i 2010 zajęły Nevena Božović z piosenką „Piši mi” oraz Sonja Škorić z piosenką „Čarobna noć”.

## Historia Serbii w Konkursie Piosenki Eurowizji Junior
Przed referendum niepodległościowym w Czarnogórze w 2006 roku, które zakończyło się rozpadem Serbii i Czarnogóry, kraj rywalizował w konkursie jako Serbia i Czarnogóra.

### Konkurs Piosenki Eurowizji Junior 2006
W 2006 roku Serbia postanowiła zadebiutować w 4. Konkurs Piosenki Eurowizji Junior. Zdecydowano, że reprezentant zostanie wybrany za pośrednictwem krajowych eliminacji. 1 października 2006 roku odbyły się krajowe eliminacje prowadzone przez Bojana Stefanović. W finale wystąpiło dziesięcioro uczestników: Neustrašivi Učitelji Stranih Jezika („Učimo Strane Jezike”), Dunja Divić („Mirisna pesma”), Betty Boop („Tajna”), Kristina Kiki Ivanović („Šaš, bles, tres, hajmo svi na ples”), Izydora Tubin („Zaljubljena Mina”), Filip Trajanovski („Ponovo sam”), Gorana Jablanović („Ovog vikenda”), Teodora, Katarina, Isidora i Miona („Noć leptira i vila”), Branko Miljković Oskar („Zašto te volim?”) oraz Tijana & Sara („Pet”). O wynikach finału decydowało teległosowanie.
Zwycięzcą preselekcji został Neustrašivi Učitelji Stranih Jezika z utworem „Učimo Strane Jezike” zdobywając 129 punktów w głosowaniu widzów. 2 grudnia wystąpił w finale 4. Konkursu Piosenki Eurowizji dla Dzieci rozgrywanego w Sala Polivalentă w Bukareszcie i zajął 5. miejsce zdobywszy 81 punktów, w tym otrzymując najwyższą notę 10. punktów od Macedonii Północnej

### Konkurs Piosenki Eurowizji Junior 2007
7 października 2007 roku ponownie odbył się finał krajowy wyłaniający reprezentanta Serbii do 5. Konkursu Piosenki Eurowizji Junior. Gospodarzami preselekcji byli: Miki Damjanović, Ksenija, Blanka i Duška Vučinić-Lučić. O wynikach decydowało jury w składzie: Bebi Dol, Slobodan Marković, Dragana Jovanović, Vladimir Graić i Vladana Marković, oraz Serbska publiczność. W preselekcjach wzięło udział dziesięcioro wykonawców: Gorana Jablanović („Lava ispod kože”), Zone 2 Girls („Putujmo”), Milica Dmitrašinović („Al ne da mama”), Luna Park („Zemljotres”), Katarina Otašević („Tinejdžerske muke”), Iva Blažić („Srce moje”), Nevena Božović („Piši mi”), Karolina Lodi („Koliko je sati”), Aleksandra Mitrović („Žurka na plaži”) i Teodora & Emilija Dželatović („Ljubav i muzika”).
Decyzją jury i publiczności finał preselekcji zwyciężyła Nevena Božović zdobywając łącznie 24 punkty w głosowaniu jury i publiczności. 8 grudnia 2007 roku wystąpiła w finale konkursu rozgrywanego w Amsterdamie i zajęła 3. miejsce zdobywszy łącznie 81 punktów, w tym otrzymując najwyższą notę 12 punktów od Szwecji i Macedonii Północnej.

### Konkurs Piosenki Eurowizji Junior 2008
21 września 2008 roku odbył się finał krajowy, który wyłaniał reprezentanta do 6. Konkursu Piosenki Eurowizji Junior. O wynikach decydowali telewidzowie oraz jury. W finale rywalizowało łącznie dwunastu uczestników: Miona Ilić („Haker moga srca”), Emilia Dželatović („Popravni iz ljubavi”), Luna Park („Kad maštam lepši mi je dan”), Marija Đekić („Noć što bila je sve”), Sonja Škorić („Odgovor”), Katarina Bojović („Ja sam se zaljubila”), Iva Blažić („Zvezda sjaj”), PFP („Volim te”), Emilija Marković („Ljubav”), Maja Mazić („Uvek kad u nebo pogledam”), Miss 3 („Muzika ispunjava svet”) oraz Marija Ugrica i Mateja Mihailović („Istina je”). Podczas przerwy na głosowanie wystąpili poprzedni reprezentanci kraju w konkursie – Neustrašivi Učitelji Stranih Jezika (2006) oraz Nevena Božović (2007). Božović wystąpiła w duecie z Jeleną Tomašević, reprezentantką Serbii w 53. Konkursie Piosenki Eurowizji.
Finał preselekcji zwyciężyła Maja Mazić zdobywając 20 punktów w głosowaniu jury oraz telewidzów. 22 listopada wystąpiła na koncercie finałowym konkursu rozgrywanego w Limassol w Centrum Sportowym Spiros Kiprianu. Zajęła 12. miejsce zdobywszy 37 punktów.

### Konkurs Piosenki Eurowizji Junior 2009
19 września 2009 roku odbył się serbski finał krajowy do 7. Konkursu Piosenki Eurowizji Junior, łącznie stacja RTS otrzymała 60 piosenek, z czego do finału dostało się dziesięcioro młodych piosenkarzy: Marija Ugrica („Hajde da sanjamo”), Nastasja Škorić („Duh”), Isidora Otašević („Dečaci”), Hana Nurković i Lana Bogdanov („Budi svoj”), Boško Baloš („Mali”), Angelina i Jelisaveta Jovanović („Sestrice”), Ništa lično („Onaj pravi”), Čuće se („Veštice”), Emilija Marković („Magija”) i Jelena Krvavac („Bez tebe”).
Decyzją jury i telewidzów finał wygrała grupa Ništa lično, w której skład wchodzili: Anica Cvetković, Aleksandar Graić, Una Krlić i Karolina Lodi. 21 listopada 2009 roku zespół wystąpił w finale konkursu rozgrywanego w Kijowie i zajął 10. miejsce zdobywszy łącznie 34 punkty, w tym najwyższą notę 4. punktów od Macedonii Północnej.

### Konkurs Piosenki Eurowizji Junior 2010
27 lipca 2010 roku serbski nadawca Radio-Televizija Srbije (RTS) potwierdził swój udział w 8. Konkurs Piosenki Eurowizji Junior w Mińsku na Białorusi. Termin wysyłania zgłoszeń trwał do 25 sierpnia 2010 roku. O wynikach decydowało profesjonalne jury oraz telewidzowie. W finale krajowym wzięło udział dziesięcioro uczestników: Teodora Vujić („Reči tišine”), Sonja Škorić („Čarobna noć”), Sofija Šašić („Kralj provoda”), Milica Savić („Kao u snu”), Mia i Pavle („Žmurke”), Marija Gligorević („Vera u sebe”), Đorđe Marković („Rok je...”), Boško Baloš („Kap po kap”), Boris Subotić („Do moje klupe”) oraz Anđela Išić („Exit za ljubav”).
Finał krajowy prowadzony przez Kristina Radenković i Miki Damjanović wygrała Sonja Škorić z utworem „Čarobna noć”, który sama skomponowała i napisała. 20 listopada 2010 roku wystąpiła w finale konkursu i zajęła 3. miejsce zdobywszy 113 punktów, w tym najwyższą notę od Macedonii Północnej i Mołdawii.

### Konkurs Piosenki Eurowizji Junior 2011–2013: Brak udziału
6 lipca 2011 roku nadawca poinformował, że wycofuje się z udziału w 9. Konkurs Piosenki Eurowizji Junior z powodu problemów budżetowych. Nadawca poinformował, że kraj rezygnuje z udziału na okres dwóch lub trzech lat.

### Konkurs Piosenki Eurowizji Junior 2014
25 lipca 2014 serbski nadawca Radio-Televizija Srbije (RTS) poinformował, że powróci do udziału i weźmie udział w 12. Konkurs Piosenki Eurowizji Junior. 2 września 2014 nadawca poinformował, że swojego reprezentanta wybierze wewnętrznie, ze względu na krótki czas jaki im pozostał do wyboru uczestnika. 1 października 2014 ogłoszono, że 14-letnia Emilija Đonin z utworem „Svet u mojim očima” została wybrana do reprezentowania kraju na Malcie. 15 listopada wystąpiła w finale konkursu i zajęła 10. miejsce zdobywszy 61 punktów, w tym 65 punktów od jury (7. miejsce) i 34 punkty od telewidzów (12. miejsce).

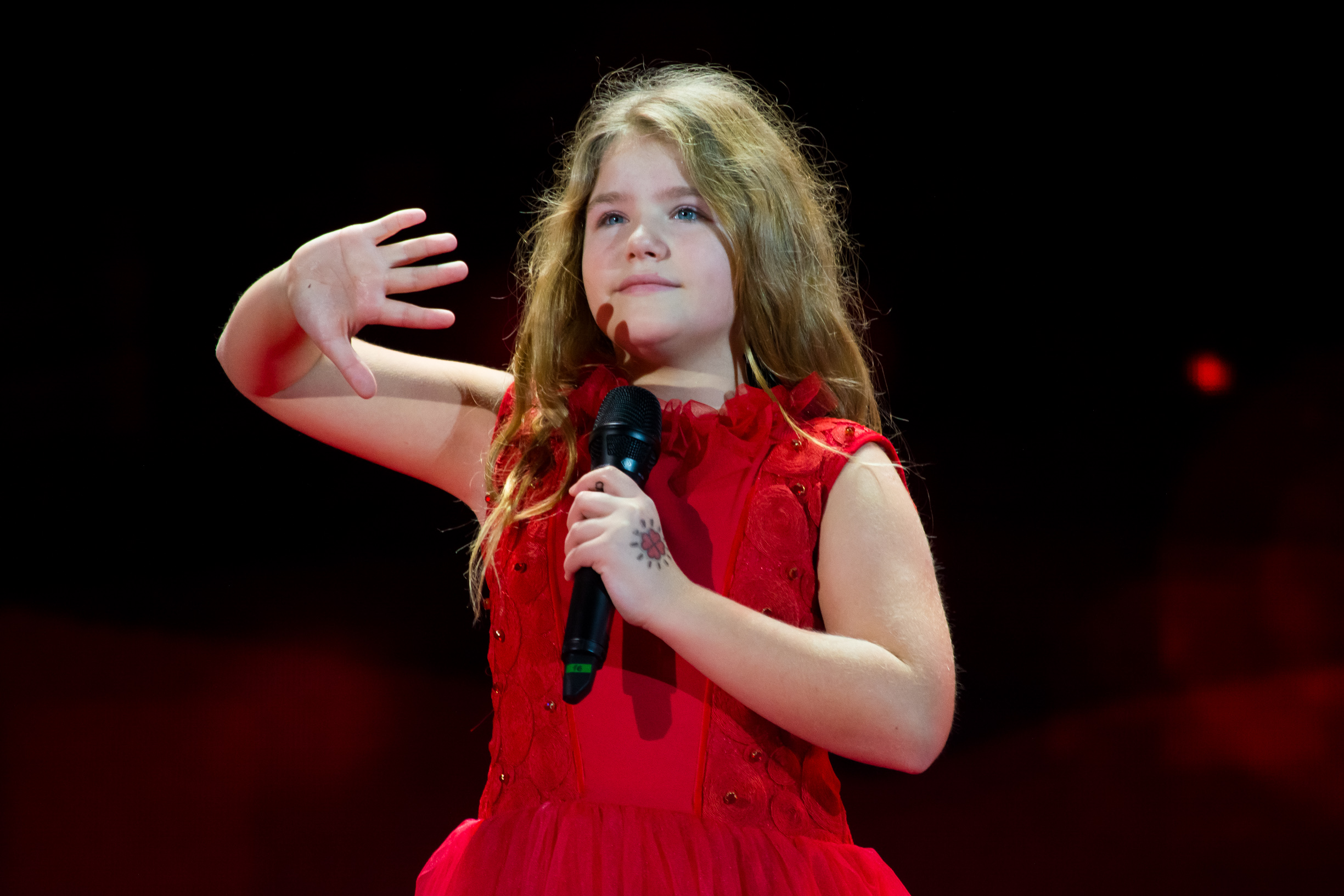
Lena Stamenković w Sofii (2015)

### Konkurs Piosenki Eurowizji Junior 2015
Ponownie jak w zeszłym roku serbski nadawca RTS zdecydował się wybrać reprezentanta metodą wewnętrznej selekcji do 13. Konkursu Piosenki Eurowizji Junior. 21 września 2015 ujawniono, że Lena Stamenković będzie reprezentować Serbię z piosenką „Lenina pesma”. 21 listopada 2015 wystąpiła jako pierwsza w kolejności startowej konkursu rozgrywanego w Sofii i zajęła 7. miejsce zdobywszy 79 punktów.

### Konkurs Piosenki Eurowizji Junior 2016
14 września 2016 serbski nadawca Radio-Televizija Srbije (RTS) wyjawił, że będą uczestniczyć w 14. Konkurs Piosenki Eurowizji Junior w Valettcie na Malcie. 6 października ogłoszono, że Dunja Jeličić będzie reprezentować Serbię z piosenką „U la la la”. 20 listopada 2016 wystąpiła z dwunastej pozycji startowej w finale konkursu. Zajęła ostatnie 17. miejsce zdobywszy 14 punktów.

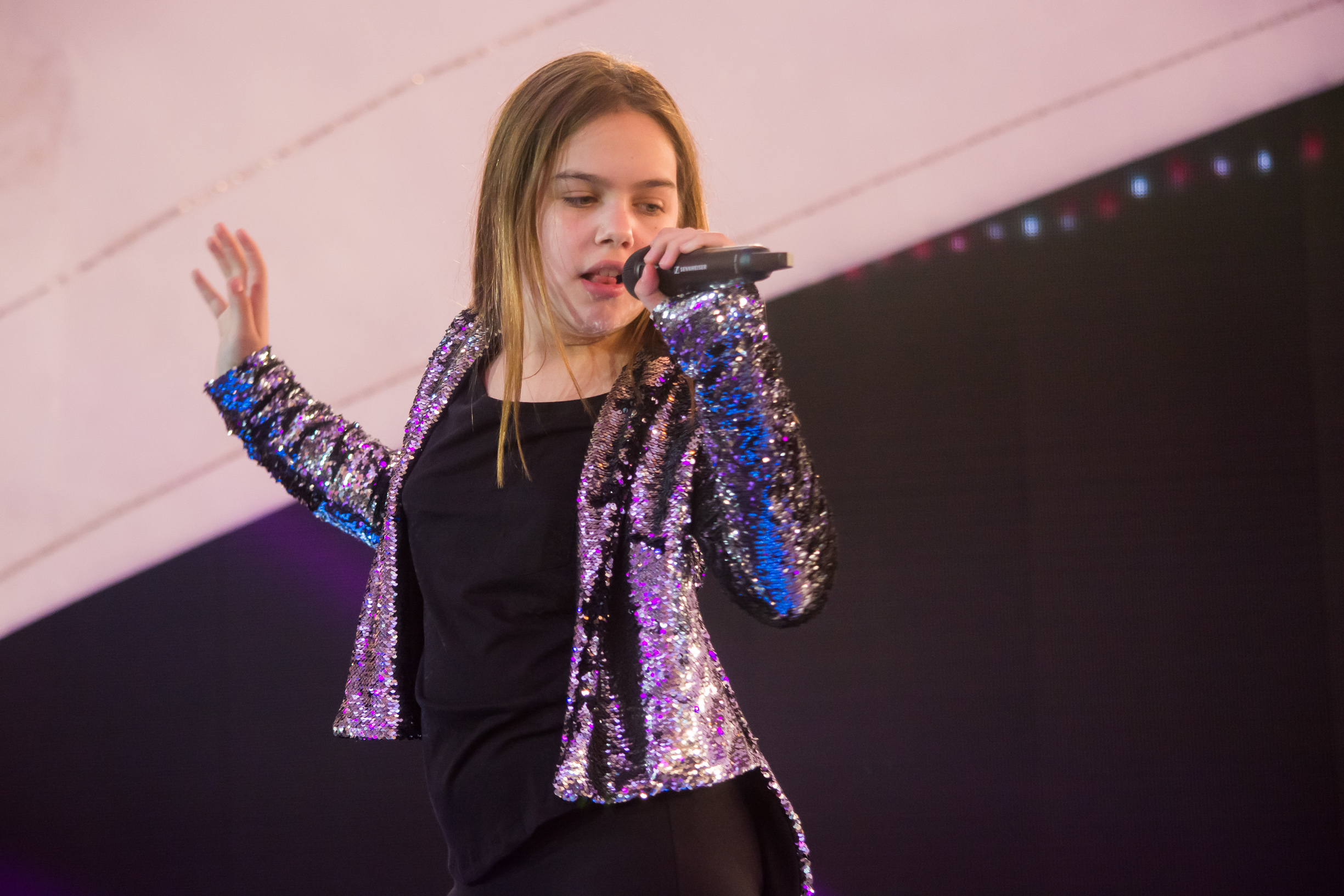
Dunja Jeličić w Valettcie (2016)

### Konkurs Piosenki Eurowizji Junior 2017
15 czerwca 2017 nadawca potwierdził udział w 15. Konkurs Piosenki Eurowizji Junior oraz poinformował, że reprezentant zostanie wyłoniony metodą krajowych eliminacji. 16 września wyjawiono, że łącznie 18 utworów zostało zgłoszonych do nadawcy RTS, które potencjalnie mogłyby reprezentować Serbię. 28 września odbyły się krajowe eliminacje, do których zakwalifikowało się trzech uczestników: Darija Vračević („Ove zvezde smo ti i ja”), Irina Brodić i Jana Paunović („Ceo svet je naš”) i Irina Arsenijević („Šta je svet bez ljubavi”). Zwycięzca został wybrany poprzez głosowanie pięcioosobowego jury, w którego skład wchodzili: Vojkan Borisavljević, Nevena Božović, Ljiljana Ranđelović, Čeda Hodžić oraz Kiki Lesendrić. Finał krajowych eliminacji zwyciężyły Irina Brodić i Jana Paunović z utworem „Ceo svet je naš” zdobywając łącznie 56 punktów z głosowania jury.
26 listopada 2017 wystąpiły czternaste w kolejności startowej finału konkursu organizowanego w Gruzji i zajęły 10. miejsce zdobywszy 92 punkty.

### Konkurs Piosenki Eurowizji Junior 2018

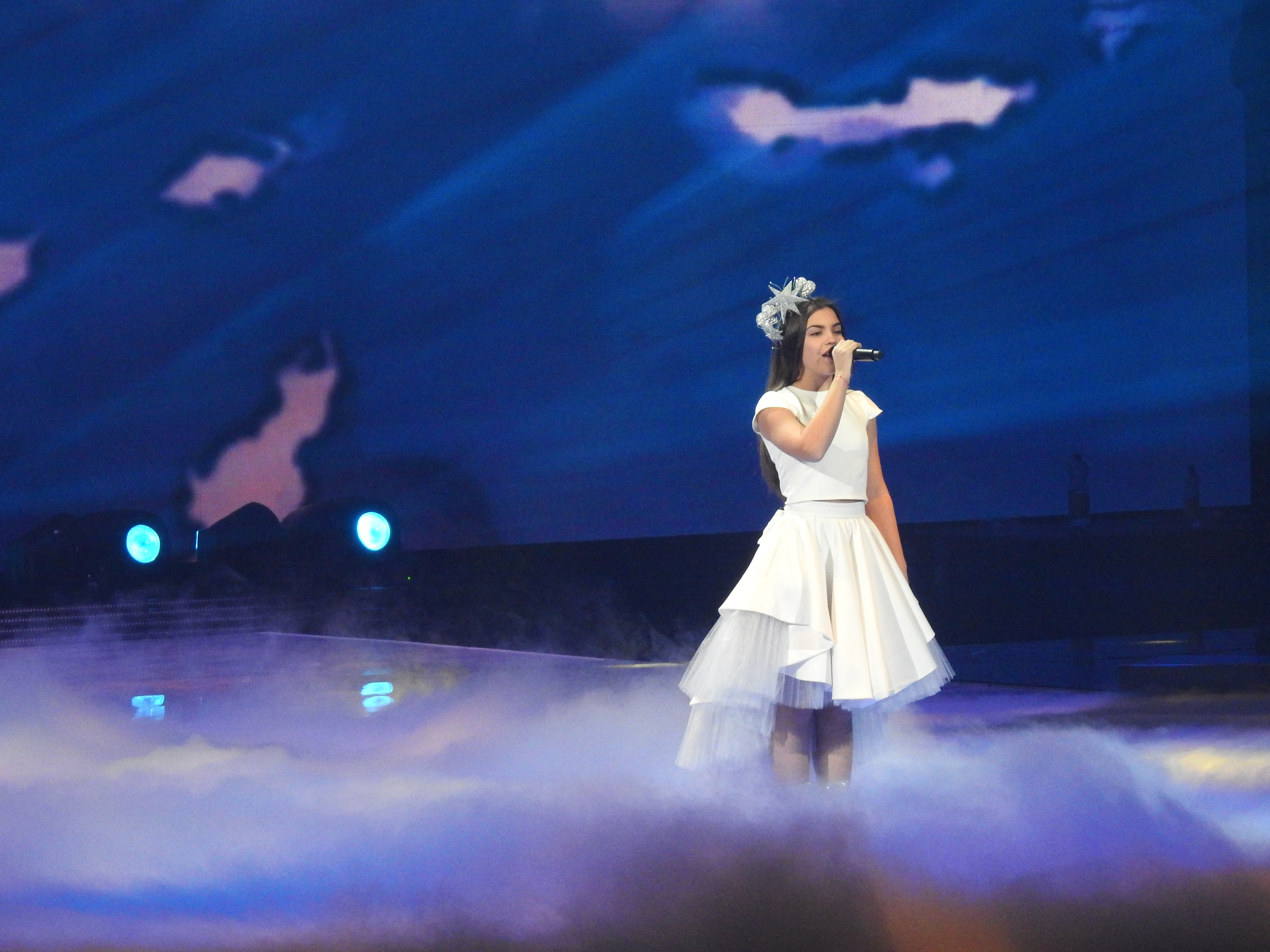
Bojana Radovanović w Mińsku (2018)

22 maja 2018 serbski nadawca potwierdził swój udział w 16. Konkurs Piosenki Eurowizji Junior. 13 września 2018 wyjawiono, że do reprezentowania Serbii metodą wewnętrznej selekcji została wybrana Bojana Radovanović z utworem „Svet”. 25 listopada wystąpiła w finale konkursu rozgrywanego w Mińsku na Białorusi. Zajęła 19. miejsce zdobywszy 30 punktów, w tym 2 punkty od jury (18. miejsce) i 28 punktów (20. miejsce) od telewidzów.

### Konkurs Piosenki Eurowizji Junior 2019
14 czerwca 2019 serbski nadawca RTS ujawnił, że wezmą udział 17. Konkurs Piosenki Eurowizji Junior, a ich kandydat zostanie wybrany w finale krajowym. Termin składania wniosków wyznaczono na 1 września. 16 września profesjonalne jury w składzie: Silvana Grujić, Anja Rogljić, Uroš Marković, Jelena Vlahović, Dušan Šukletović, Jovana Dukić i Tamara Petković wybrało zaledwie dwóch finalistów, którymi były: Darija Vračević („Podigni glas”), Staša Kostadinović („Da, da, da”).
Zwyciężczynią finału krajowego została Darija Vračević z utworem „Podigni glas”. 24 listopada 2019 wystąpiła w finale konkursu rozgrywanego w Gliwicach i zajęła 10. miejsce zdobywszy 109 punktów, w tym 46 punktów od jury (10. miejsce) i 63 punkty od telewidzów (7. miejsce).

### Konkurs Piosenki Eurowizji Junior 2020
9 października 2020 serbski nadawca RTS ujawnił, że Petar Aničić będzie reprezentował Serbię z utworem „Heartbeat” w 18. Konkurs Piosenki Eurowizji Junior. 29 listopada wystąpił czwarty w kolejności startowej i zajął 11. miejsce zdobywszy 85 punktów, w tym 35 punktów od jury (11. miejsce) i 50 punktów od telewidzów (7. miejsce).

### Konkurs Piosenki Eurowizji Junior 2021
27 lipca 2021 serbska telewizja potwierdziła swój udział w 19. Konkurs Piosenki Eurowizji Junior. Termin wysyłania zgłoszeń został wyznaczony na 20 września, zwycięzca został wyłoniony na podstawie decyzji profesjonalnego jury. 5 października poinformowano, że spośród siedmiu zgłoszeń nadesłanych do RTS wybrano duet – Jovana & Dunja z piosenką „Oči Deteta” skomponowaną i napisaną przez Ana Frlin. 19 grudnia wystąpiły siedemnaste w kolejności startowej i zajęły 13. miejsce z 83 punktami na koncie.

### Konkurs Piosenki Eurowizji Junior 2022
22 lipca 2022 serbski nadawca Radio-Televizija Srbije (RTS) potwierdził udział w 20. Konkurs Piosenki Eurowizji Junior, termin wysyłania zgłoszeń trwał od 26 lipca do 15 września. 10 października ujawniono, że na reprezentantkę Serbii została wybrana 13-letnia Katarina Savić z piosenką „World Without Borders”. Ostatecznie tytuł został zmieniony na „Svet Bez Granica”. Jest to ten sam tytuł, tylko że w języku serbskim. Katarina wystąpiła czternasta w kolejności startowej i zajęła 13. miejsce zdobywszy 92 punkty.

### Konkurs Piosenki Eurowizji Junior 2023–2024: Brak udziału
1 sierpnia 2023 Olivera Kovačević, redaktor naczelna rozrywki serbskiego nadawcy Radio-Televizija Srbije (RTS) potwierdziła wycofanie się Serbii z udziału w konkursie ze względu na brak środków finansowych. 6 grudnia 2023 Kovačević wyjawiła, że problemem jest również brak zainteresowania ze strony potencjalnych kompozytorów którzy mogliby wyprodukować utwór dla przyszłego reprezentanta, dodała również że stacja będzie myślała nad nowym systemem wyboru przedstawiciela, ale na razie skupia się na udziale w Konkursie Piosenki Eurowizji 2024.
26 maja 2024 Olivera Kovačević potwierdziła, że kraj nie weźmie udziału w 22. Konkursie Piosenki Eurowizji Junior, potwierdzając że wynika to z przyczyn finansowych.

## Uczestnictwo
Serbia uczestniczyła w Konkursie Piosenki Eurowizji Junior od 2006 z przerwą w latach 2011–2013. Poniższa tabela uwzględnia nazwiska wszystkich serbskich reprezentantów, tytuły konkursowych piosenek i języki w których były śpiewane oraz wyniki w poszczególnych latach.
| 2006                                  | Neustrašivi Učitelji Stranih Jezika | „Učimo Strane Jezike”                     | serbski            | 5  | 81  |
| 2007                                  | Nevena Božović                      | „Piši mi”                                 | serbski            | 3  | 120 |
| 2008                                  | Maja Mazić                          | „Uvek kad u nebo pogledam”                | serbski            | 12 | 37  |
| 2009                                  | Ništa lično                         | „Onaj pravi”                              | serbski            | 10 | 34  |
| 2010                                  | Sonja Škorić                        | „Čarobna noć”                             | serbski            | 3  | 113 |
| Brak reprezentanta w latach 2011–2013 |                                     |                                           |                    |    |     |
| 2014                                  | Emilija Đonin                       | „Svet u mojim očima” / „World In My Eyes” | serbski            | 10 | 61  |
| 2015                                  | Lena Stamenković                    | „Lenina pesma”                            | serbski            | 7  | 79  |
| 2016                                  | Dunja Jeličić                       | „U la la la”                              | serbski            | 17 | 14  |
| 2017                                  | Irina Brodić i Jana Paunović        | „Ceo svet je naš”                         | serbski            | 10 | 92  |
| 2018                                  | Bojana Radovanović                  | „Svet”                                    | serbski            | 19 | 30  |
| 2019                                  | Darija Vračević                     | „Podigni glas”                            | serbski, angielski | 10 | 109 |
| 2020                                  | Petar Aničić                        | „Heartbeat”                               | serbski, angielski | 11 | 85  |
| 2021                                  | Jovana & Dunja                      | „Oči deteta (Children’s Eyes)”            | serbski            | 13 | 83  |
| 2022                                  | Katarina Savić                      | „Svet bez granica”                        | serbski            | 13 | 92  |
| Brak reprezentanta od 2023            |                                     |                                           |                    |    |     |

Legenda:
     1. miejsce
     2. miejsce
     3. miejsce
     Ostatnie miejsce

## Historia głosowania w finale (2006–2022)
Poniższe tabele pokazują, którym krajom Serbia przyznaje w finale najwięcej punktów oraz od których państw serbscy reprezentanci otrzymują najwyższe noty.
| Lp. | Kraj               | Punkty |
| --- | ------------------ | ------ |
| 1   | Rosja              | 80     |
| 2   | Gruzja             | 72     |
| 3   | Macedonia Północna | 62     |
| 4   | Armenia            | 59     |
| 5   | Białoruś           | 52     |

| Lp. | Kraj               | Punkty |
| --- | ------------------ | ------ |
| 1   | Macedonia Północna | 98     |
| 2   | Holandia           | 49     |
| 3   | Ukraina            | 47     |
| 4   | Gruzja             | 39     |
| 5   | Rosja              | 37     |

## Komentatorzy i sekretarze
Spis poniżej przedstawia wszystkich serbskich komentatorów konkursu oraz krajowych sekretarzy podających punkty w finale.
| Komentatorzy i sekretarze z Serbii                 | Komentatorzy i sekretarze z Serbii | Komentatorzy i sekretarze z Serbii |
| Rok                                                | Komentator                         | Sekretarz                          |
| -------------------------------------------------- | ---------------------------------- | ---------------------------------- |
| 2006                                               | Duška Vučinić-Lučić                | Milica Stanišić                    |
| 2007                                               | Duška Vučinić-Lučić                | Anđelija Erić                      |
| 2008                                               | Duška Vučinić-Lučić                | Anđelija Erić                      |
| 2009                                               | Duška Vučinić-Lučić                | Nevena Božović                     |
| 2010                                               | Duška Vučinić-Lučić                | Maja Mazić                         |
| Brak reprezentanta i transmisji w latach 2011–2013 |                                    |                                    |
| 2014                                               | Silvana Grujić                     | Tamara Vasović                     |
| 2015                                               | Silvana Grujić                     | Dunja Jeličić                      |
| 2016                                               | Silvana Grujić                     | Tomislav Radojević                 |
| 2017                                               | Olga Kapor i Tamara Petković       | Mina Grujić                        |
| 2018                                               | Tamara Petković                    | Lana Karić                         |
| 2019                                               | Tijana Lukić                       | Bojana Radovanović                 |
| 2020                                               | Tijana Lukić                       | Darija Vračević                    |
| 2021                                               | Tijana Lukić                       | Katie                              |
| 2022                                               | Krystyna Radenković                | Petar Aničić                       |
| Brak reprezentanta i transmisji od 2023            |                                    |                                    |